# أسامة الصيادي
أسامة زيد وهبة الصيادي، باحث وأستاذ جامعي لبناني مقيم في فرنسا من مواليد 1961.

## السيرة المهنية
ولد الصيادي في لبنان عام 1961. درس في جامعة ليل للعلوم والتكنولوجيا في فرنسا وحاز على درجة دكتوراه في تاريخ العلوم والتقنيات. ويُدرّس حاليًا علوم الفيزياء في معهد الفنون الجميلة للهندسة. صُدر له عدة كتب تختص في التاريخ والعلوم والقضايا العامة، منها كتاب «تاريخ الأرقام عبر الحضارات» الصادر عن دار الساقي 2008 والذي يتحدث بشكل عام عن النظم الرقمية القديمة، ودور الحضارة العربية والإسلامية في تطوير النظام الرقمي الهندي. كما أن الكتاب يتحدث عن أشهر الفلاسفة والرياضيين عبر الزمن في هذا المجال. وأصدر الصيادي كتاب آخر بعنوان «أهم الاختراعات والاكتشافات في تاريخ الإنسانية» في عام 2011. بالإضافة أيضًا لإصداره ثلاث قواميس مختصين بالكلمات العلمية وتقنية والتكنولوجيا من اللغة الفرنسية إلى الإنجليزية والعربية والعكس.

## المؤلفات
- قاموس للمصطلحات العلمية والتقنية: من الإنجليزية إلى الفرنسية، ومن الفرنسية إلى الأنجليزية، للطلبة وللعامة (العنوان الأصلي: Dictionary of Scientific and Technical Terms: English-French, for Students and everyone else)، دار آكتو للنشر، لندن، 2006
- تاريخ الأرقام عبر الحضارات: أبحاث في قصة الرياضيات، دار الساقي، 2008
- أهم الاختراعات والاكتشافات في تاريخ الإنسانية، دار الساقي، 2011.
- قاموس العناصر الكميائية: اكتشافات وتجارب تاريخية: إنجليزي-فرنسي-عربي للطلبة والعامة (العنوان الأصلي: Dictionary of Chemical Elements: Historical Discoveries and Applications:English-French-Arabic for Students and Everyone Else)، 2017[6]
- قاموس بثلاث لغات للمصحلات العلمية والتكنولوجيا، تعاريف وتفاسير (العنوان الأصلي: Trilingual Dictionary of Science and Technology, Definitions and Explanations)، روستيردام، 2019[7]